# Charles Cotton
Sir Charles Cotton, 5. baronet (anglicky Sir Charles Cotton, 5th Baronet Cotton of Landwade) (1753, Londýn – 24. února 1812 Plymouth) byl britský admirál. U královského námořnictva sloužil od roku 1772 a za války proti USA získal již v roce 1779 hodnost kapitána. Později se vyznamenal ve válce proti Francii a v roce 1808 dosáhl hodnosti admirála. Před svým náhlým úmrtím zastával funkci vrchního velitele Royal Navy v Lamanšském průlivu (1811–1812).

## Životopis

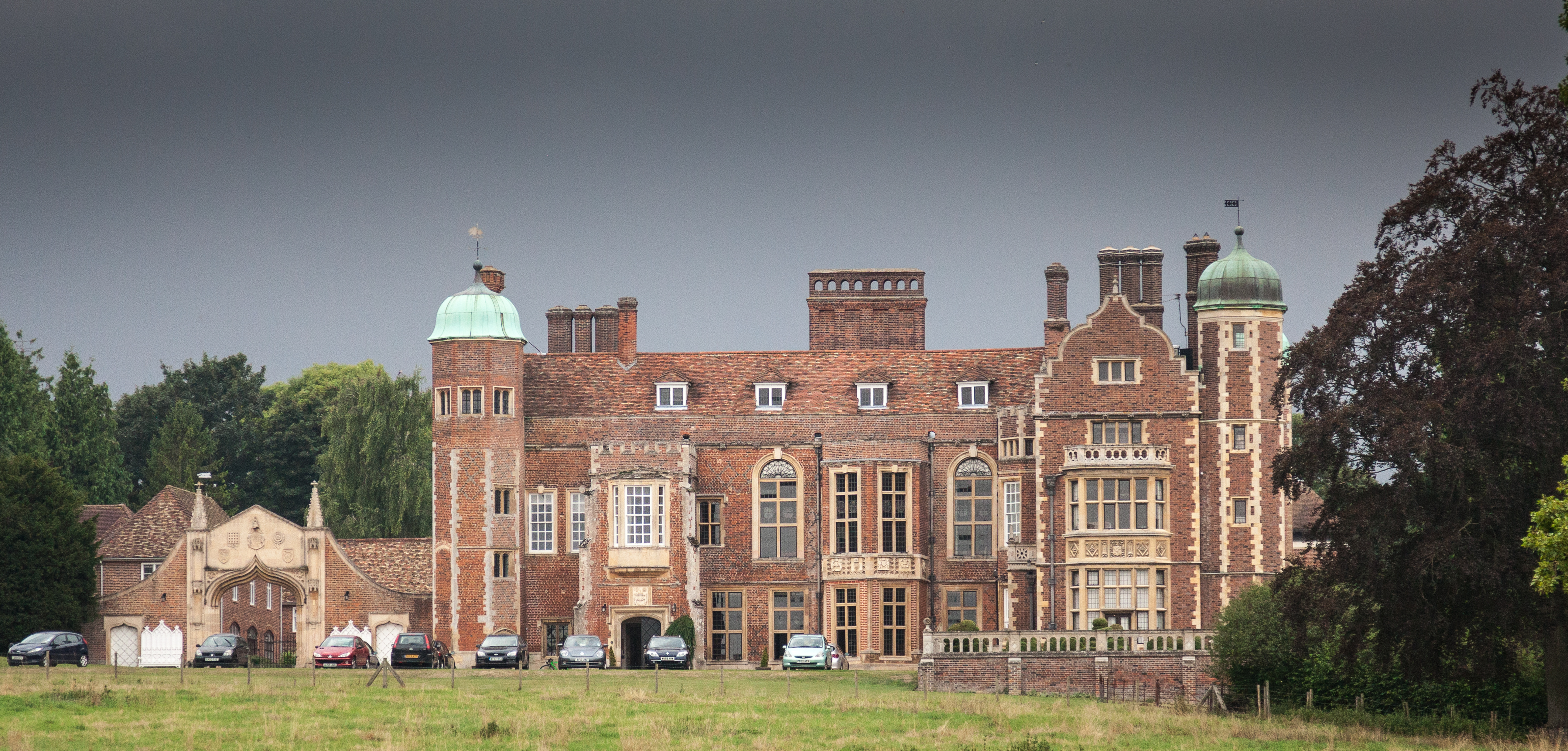
Zámek Madingley Hall (Cambridgeshire), hlavní sídlo rodu Cottonů v 18. a 19. století

Pocházel ze šlechtického rodu, který v této linii užíval titul baroneta od roku 1641 a vlastnil majetky v Cambridgeshire. Byl synem Johna Hynde Cottona, 4. baroneta (1717–1795), dlouholetého poslance Dolní sněmovny, po matce Anne Parsons byl vnukem londýnského lord-mayora Humphreye Parsonse. Studoval na Westminster School a v roce 1772 vstoupil do námořnictva jako praporčík. Zúčastnil se války proti americkým kolonistům a v roce 1777 byl povýšen na poručíka. V roce 1779 v rychlém sledu dosáhl hodností komandéra a kapitána, pod velením admirála Rodneye se zúčastnil bitvy u Martiniku (1780). Po uzavření pařížského míru žil po roce 1783 několik let v soukromí s polovičním platem.

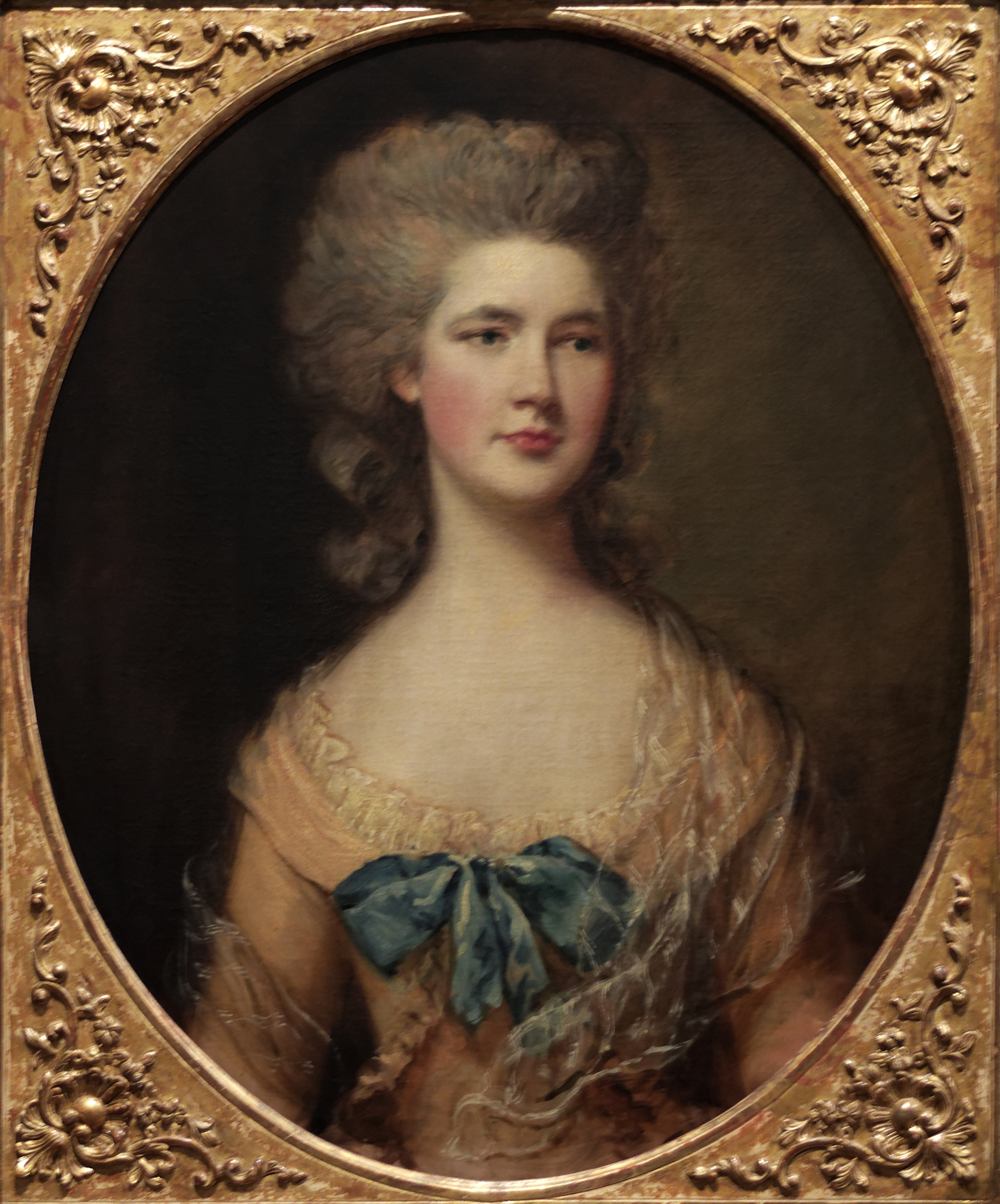
Cottonova manželka Philadelphia, rozená Rowley (portrét od Thomase Gainsborougha)

Do aktivní služby byl povolán znovu za francouzských revolučních válek, v roce 1794 se připojil k loďstvu Channel Fleet a pod velením admirála Howea se zúčastnil bitvy Slavného 1. června, kde velel lodi HMS Majestic se 74 děly a posádkou 550 mužů. V roce 1795 s admirálem Cornwallisem vybojoval úspěšné střetnutí s flotilou francouzského admirála Villareta. V roce 1795 po otci zdědil titul baroneta a rodový majetek v Cambridgeshire. V roce 1797 dosáhl hodnosti kontradmirála a operoval v Biskajském zálivu a Středozemním moři. Jako zástupce velitele v Lamanšském průlivu v hodnosti viceadmirála (1802) měl za úkol chránit britské pobřeží proti chystané francouzské invazi (1802–1805). Později působil u břehů Portugalska, kde z moře podporoval aktivity vojenského kontingentu generála Moora a vévody Wellingtona na Pyrenejském poloostrově. V roce 1808 dosáhl hodnosti admirála. Po úmrtí admirála Collingwooda byl v březnu 1810 jmenován vrchním velitelem ve Středozemním moři. Odtud byl o rok později převelen jako vrchní velitel do Lamanšského průlivu (1811–1812). Zemřel náhle na mrtvici při inspekci loďstva v Plymouthu.

## Rodina a majetek
Jeho manželkou byla od roku 1788 Philadelphia Rowley (1763–1855), dcera admirála Joshuy Rowleye. Z jejich manželství pocházelo sedm dětí, z nichž jen dvě se dožily dospělosti. Dědicem a posledním nositelem titulu baroneta byl syn St Vincent Cotton, 6. baronet (1801–1863). Nejstarší z potomstva byla Anne Susanna (1790–1871) provdaná za admirála Sira Richarda Kinga (1774–1834).
Nejstarším majetkem Cottonů bylo panství Landwade (dříve Cambridgeshire, nyní Suffolk), které jim patřilo od 15. století a od názvu byl později odvozen titul baroneta z roku 1641. Nechali zde postavit zámek Landwade Hall, který byl prodán v 19. století a za druhé světové války vážně poškozen bombardováním. V 18. století však rodina přesídlila na zámek Madingley Hall (Cambridgeshire), zděděný v roce 1712 po spřízněné rodině Hynde. Během 18. století byl zámek přestavěn v barokním slohu a zde také žil admirál Charles Cotton se svou rodinou, pokud pobýval v Anglii. Po několika dalších změnách majitelů v 19. a 20. století koupila zámek v roce 1948 univerzita v Cambridge a jejím vlastnictvím je dodnes.